# Tommi Satosaari
Tommi Satosaari (Jyväskylä, 17. veljače 1975.) finski je profesionalni hokejaš na ledu. Igra na poziciji vratara i trenutačno nastupa u Ligi EBEL za mađarsku Sapu Fehérvár AV 19.

## Karijera
Satosaari je prvih pet godina profesionalne karijere odigrao u domaćem klubu JYP koji nastupa u SM-Liiga. Nakon razočaravajuće sezonw 1999./00. zbog koje je klub napravio velike promjena u igračkom kadru, Satosaari napušta Finsku i sljedeću sezonu provodi u Newcastle Jestersima iz Elite Ice Hockey League, britanske hokejaške lige. Već sljedeće sezone odlučio se na povratak u doma i za sezonu 2001./02. potpisao za finski Ässät. Sezonu 2002./03. započeo je u njemačkom drugoligašu REV Bremerhavenu, a završio sezonu u finskom Ilvesu. 
Poučen dobrim iskustvom igranja u V. Britaniji Satosaari se natrag vratio u Newcastle, ali ovaj put je potpisao za gradske rivale Jestersa Newcastle Viperse. Sljedeće sezone napravio je neobičan potez u karijeri s obzirom igranja u jačim europskim ligama kada je potpisao za slovensku Olimpiju Hertz Ljubljanu. 
Povratkom u finski JYP Satosaari je postao rezerva za prvog vratara Sinuhea Wallinheimoa. S obzirom na neiskustvo Wallinheimoa (prva seniorska sezona) očekivalo se da će Satosaari tijekom sezone preuzeti mjesto glavnog vratara, ali vrlo dobre izvedbe Wallinheimoa natjerale su ga na odlazak u Pelicanse. U Pelicansima je proveo sezonu 2006./07. i 2007./08. te tijekom ljeta 2008. prihvatio ponudu francuskog Diables Rouges de Briançon-a koji igra u Ligue Magnus. Za sezonu 2009./10. potpisao je za mađarsku Sapu Fehérvár AV 19.

## Vanjske poveznice
- Profil na The Internet Hockey Database